# Bühlertal
Bühlertal là một thị xã nằm ở huyện Rastatt, thuộc bang Baden-Württemberg, Đức.